# Глазковская культура
Глазковская культура — археологическая культура монголоидных племён охотников и рыболовов таёжной зоны Восточной Сибири бронзового века (XVIII—XIII вв. до н. э.), распространённая в Прибайкалье, Приангарье, в верховьях реки Лены и в низовьях реки Селенги. Корнями уходит в более раннюю серовскую культуру.
Получила название по первым находкам погребений некрополя в Глазковском предместье города Иркутска, близ впадения в Ангару реки Иркут. Артефакты, характерные для глазковской культуры, нашли в Шилкинской пещере на реке Шилке (верховья Амура).

## Находки
Выставка находок Глазковской культуры в Государственном Историческом Музее, Москва
Глазковские поселения представлены кратковременными стоянками (IX слой стоянки Улан-Хада). Могильники культуры, за исключением Фофановского могильника в устье Селенги, содержат небольшое количество захоронений. В памятниках глазковской погребальной традиции надмогильная конструкция зачастую играла большую роль. Грунтовые могильные ямы стандартных для одного человека размеров перекрывались на поверхности каменной выкладкой, овальной или подковообразной формы. На Байкале встречаются на поверхности каменные кольцевые кладки. На крупных некрополях (Фофановский, Верхоленский) могилы расположены рядами и группами. Умершие помещались в могилу на спине, в вытянутом положении, реже с согнутыми ногами. На заключительном этапе появляются захоронения в скорченном положении на правом боку, встречаются сидящие погребения, захоронения головы или погребения без головы, частично присутствует кремация.

## Культура
К элементам материальной культуры глазковцев относятся: шитая берестяная лодка; берестяная и деревянная посуда; такие же переносные колыбели; приспособление для переноски тяжестей на спине — вроде старинной строительной «козы»; сложный лук; короткое прочное копьё с массивным длинным остриём; трёхсоставная распашная одежда, позволяющая просушиться у костра, не раздеваясь догола. Медные ножи, бронзовые рыболовные крючки. Имеется керамика.

## Хозяйство
Охота, рыболовство и собирательство.

## Этническая принадлежность
Согласно распространённой в советской археологии точке зрения, носители глазковской культуры были предками северных тунгусов — эвенков, эвенов и родственных групп тунгусо-маньчжурских народов.
Современные генетические исследования отмечают высокое генетическое сходство носителей глазковской культуры с носителями енисейских языков (кетами), и в меньшей степени — с самодийскими и тюркскими народами Южной Сибири, с чем также согласуется присутствие енисейских гидронимов в Прибайкалье.
Некоторые исследователи отмечают в глазковской культуре влияние нивхов.

## Палеогенетика
Согласно палеогенетическим исследованиям 4 захоронений из местонахождения Усть-Ида (ранний бронзовый век Прибайкалья), все они принадлежали к Y-хромосомной гаплогруппе Q1a2. У более ранних (поздненеолитических) образцов из того же местонахождения определена та же гаплогруппа, а также Y-хромосомная гаплогруппа N1a1.